# غاقيات
الغاقيات (طيور الغاق) (الاسم العلمي: Phalacrocoracidae) هي فصيلة حيوانية تتبع رتبة البجعيات
. تضم طيوراً متوسطة الحجم وذات ريش داكن، ولها أعناق طويلة ورفيعة، ومناقير معقوفة النهاية. الأرجل قصيرة وأقدامها ذات سطح واسع. تتضمن حوالي 40 نوعاً مختلفاً موزّعة في العالم سواءً على شواطئ البحور أو الجزر، ويتألف طعامها رئيسياً من الأسماك، حيث تلتقطها بالغطس تحت السطح (باستثناء نوع واحد يغطس من الجو تحت الماء تدفع نفسها بقدميها معاً. بينما يكون الجناحان نصف مفتوحين والذيل يعمل كموجّه. وليس لهذه الطيور أكياس هواء تحت الجلد كذلك لا تحتوي العظام على الهواء، لذلك فإنها تطفو بسرعة أقل من أشباهها. وتغطس نادراً إلى أعماق تزيد عن 18 متراً.

## أسماء علمية متعلقة
- Graculavus
- زاغ زرعي
- Halietor
- غاق أزرق العينين
- Microcarbo
- غاقة عاجزة عن الطيران
- Phalacrocoras
- غاق
- Phalcrocorax